# Solenopsis dysderces
Solenopsis dysderces é uma espécie de formiga do gênero Solenopsis, pertencente à subfamília Myrmicinae.